# 本田技研工业
本田技研工業（日语：／ Honda giken kōgyō */?；東證1部：7267, ：HMC），簡稱本田或（ホンダ，HONDA），又名康打，是日本一家跨國交通載具及機械製造公司，主要聞名於其汽車、摩托車、飛機、發動機及電力設備生產業務。
2024年12月18日，日本經濟新聞報道本田將和日產汽車進行經營整合，兩者將共同成立控股公司。2024年12月23日，日產與本田汽車簽署合作備忘錄（MOU），正式展開相關協商。2025年2月，因協商破裂，取消合併計劃。

## 歷史
本田公司成立於1948年9月，成立之前生產汽車的關鍵零配件活塞環，創辦人為本田宗一郎。當時在濱松市成立的本田技術研究所，主要生產紡織機，不過當時二戰結束日本戰敗，百廢待舉交通不便，許多人利用自行車去運糧，本田宗一郎看準這一點，於是動用巧思，想利用陸軍在戰後遺留下來大批的無線電機，當做自行車的動力系統，於是低價標購一批，拆下裡頭的小型汽油發電機，裝在腳踏車上，再利用水壺當做油箱，把自行車改造成機器自行車，當買來的無線電機用完，於是本田宗一郎著手自行開發名為A型的50cc雙缸機車引擎，後來開始推出A型機車。後來讓剛開業不久的本田技研大發利市，也讓當時許多車廠跟進，研發「機器自行車」。1949年。本田宗一郎遇見藤澤武夫，他們兩人後來攜手一同將本田打造成跨國大企業。
自1959年以來，本田一直是世界上最大的摩托車製造商。在1982年本田技研工业的摩托车生产达到顶峰时，摩托车的年生产量接近300万辆。2004年開始，本田製造由柴油發動的摩托車，除了低噪音外，也比過去的機車排放更少的廢氣，減輕了污染的程度。2006年，本田技研工业的摩托车年产量降低到了约550,000辆，但是依然高于本国的同行业竞争者。本田技研工业生产的知名摩托车系列有本田小狼、本田猴子、本田非洲双缸及本田金翼等。本田亦是世界上最大的內燃機製造商，每年生產超過1400萬台內燃機。1986年，本田在發布了Acura品牌，成為日本第一個發布旗下專有豪華品牌的汽車製造商。在北美洲，本田是第一家開創豪華高階品牌的日本汽車製造商。本田於2001年成為日本第二大汽車製造商。之後與日本的汽車業界百年老店日產汽車，總銷量相持在全國第二或三位中。在2016年，本田是世界第五大汽車製造商。

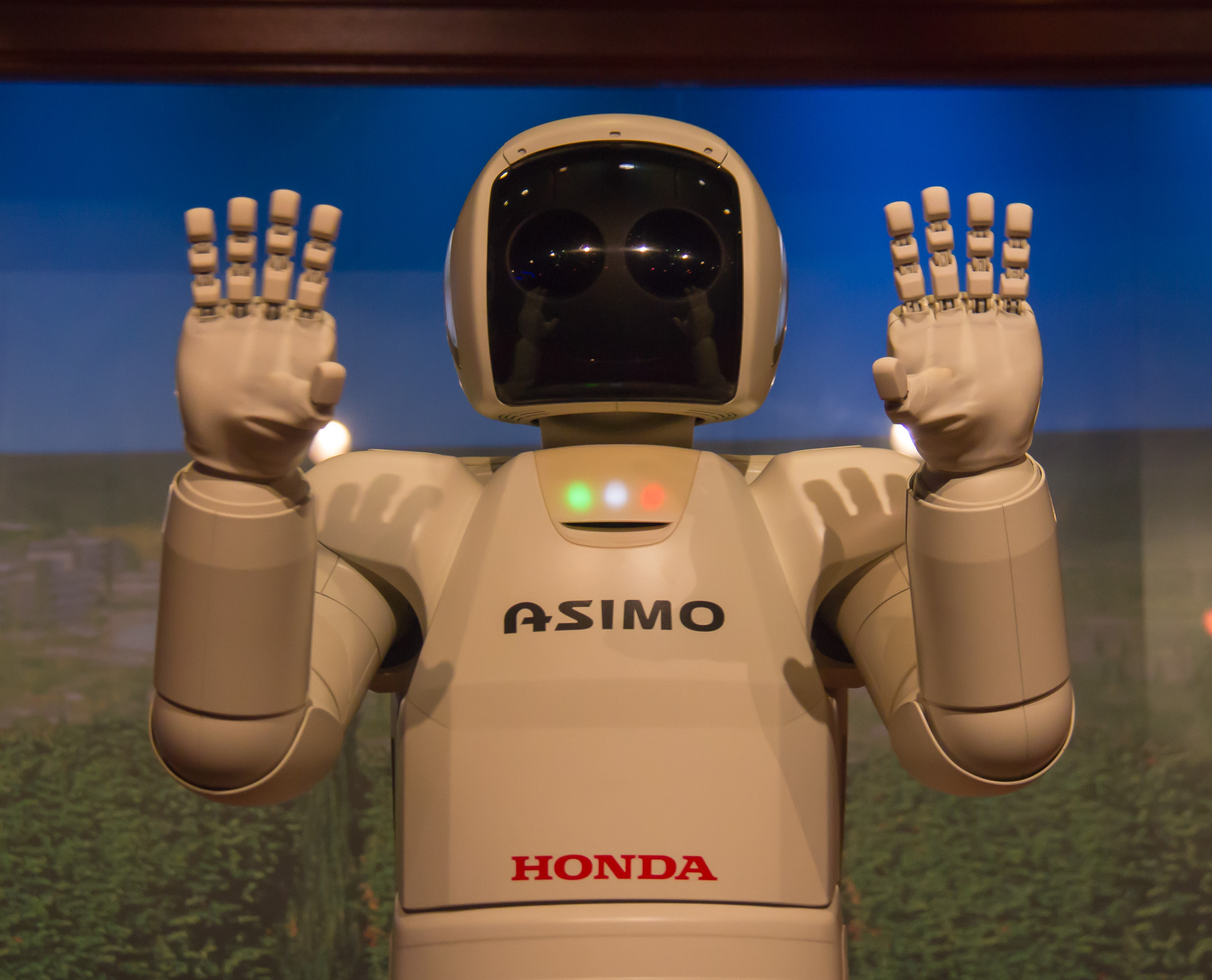
本田ASIMO機器人

除了汽車和摩托車核心業務，本田還生產花園設備、船舶發動機、個人船舶和發電機及其他產品。自1986年以來，本田參與了人工智能/機器人研究，並在2000年發布ASIMO機器人。此外，它們還冒險進入航空航天領域，於2004年建立GE本田航空發動機和Honda HA-420 HondaJet，並於2012年開始生產。

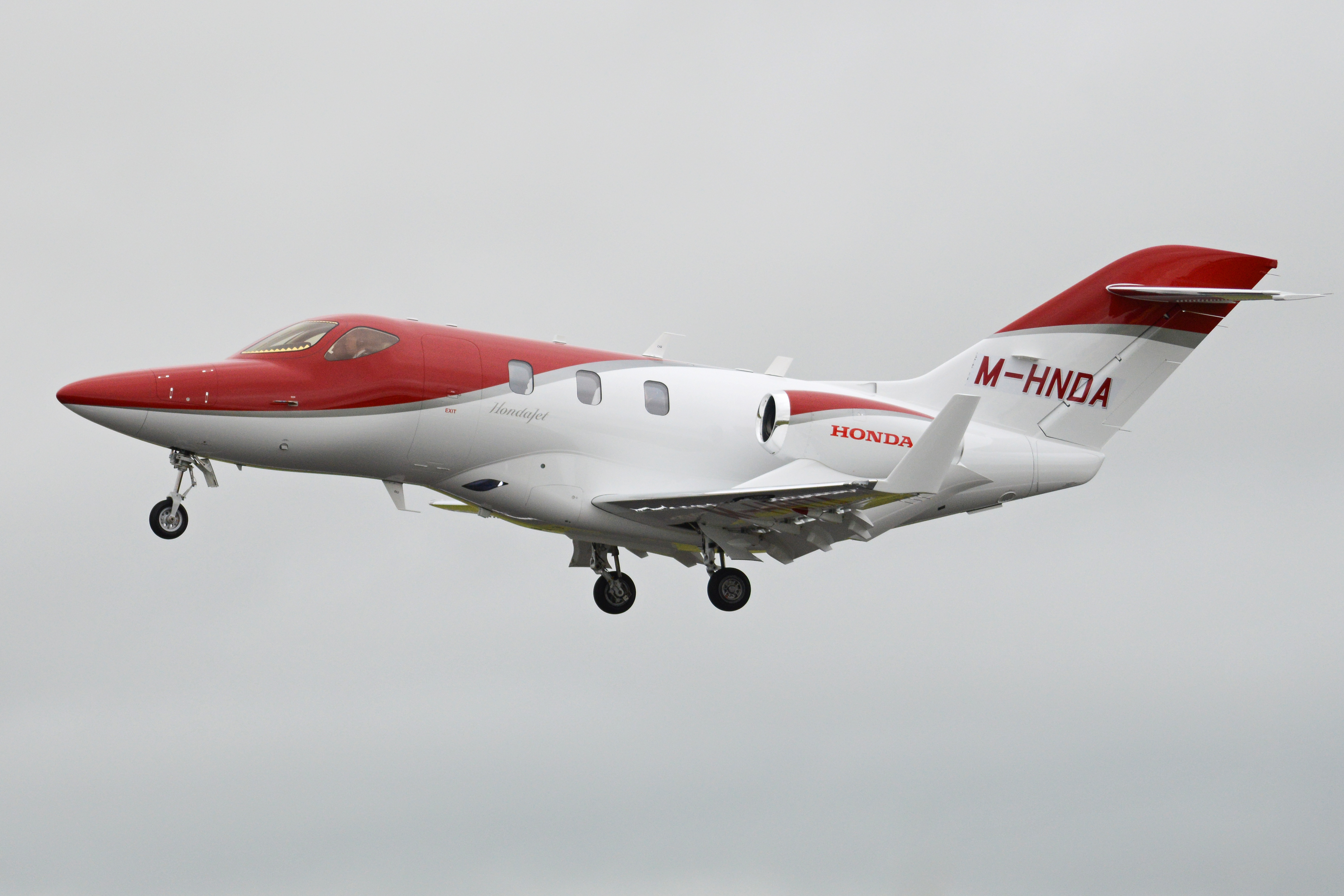
Honda HA-420 HondaJet

2013年，本田在研發上的投資約5.7％（68億美元）。在2013年，本田第一個成為美國淨出口商的日本汽車製造商，出口108,705輛本田和Acura車型，而只進口了88,357輛。
2018年10月4日本田汽車和通用汽车达成协议，共同开发无人驾驶汽车。本田将向通用汽车的无人驾驶汽车公司Cruise Automation注资7.5亿美元，本田還會在2030年之前向Cruise投入20億美元。這意味著本田將投資Cruise共27.5億美元。
2024年1月，本田与通用汽车公司共同开发的新型氢燃料电池系统已经开始量产，标志着两家公司向氢能的大规模商业化迈出了实质性的一步。
2024年12月18日，本田计划与日产汽车进行合并重组。2025年2月，因協商破裂，取消合併計劃。

## 賽車活動
本田的創辦人本田宗一郎本身就是一個熱愛賽車的人，早年曾經自己代表他所效力的大都會修車廠參加日本國內賽事奪得第二名。本田也是世界上少見的將賽車視為公司命脈的大型車廠，自2000年重返F1賽事，其一直是投入最多金錢的贊助商（06自立廠隊）。本田不論汽車或摩托車的賽事都有極高的成就，本田是全世界唯一一家汽車和摩托車最高級別賽事（分別是F1和Moto GP）都曾奪得年度總冠軍（包括車手和車隊冠軍）的交通工具製造商。

### 摩托車

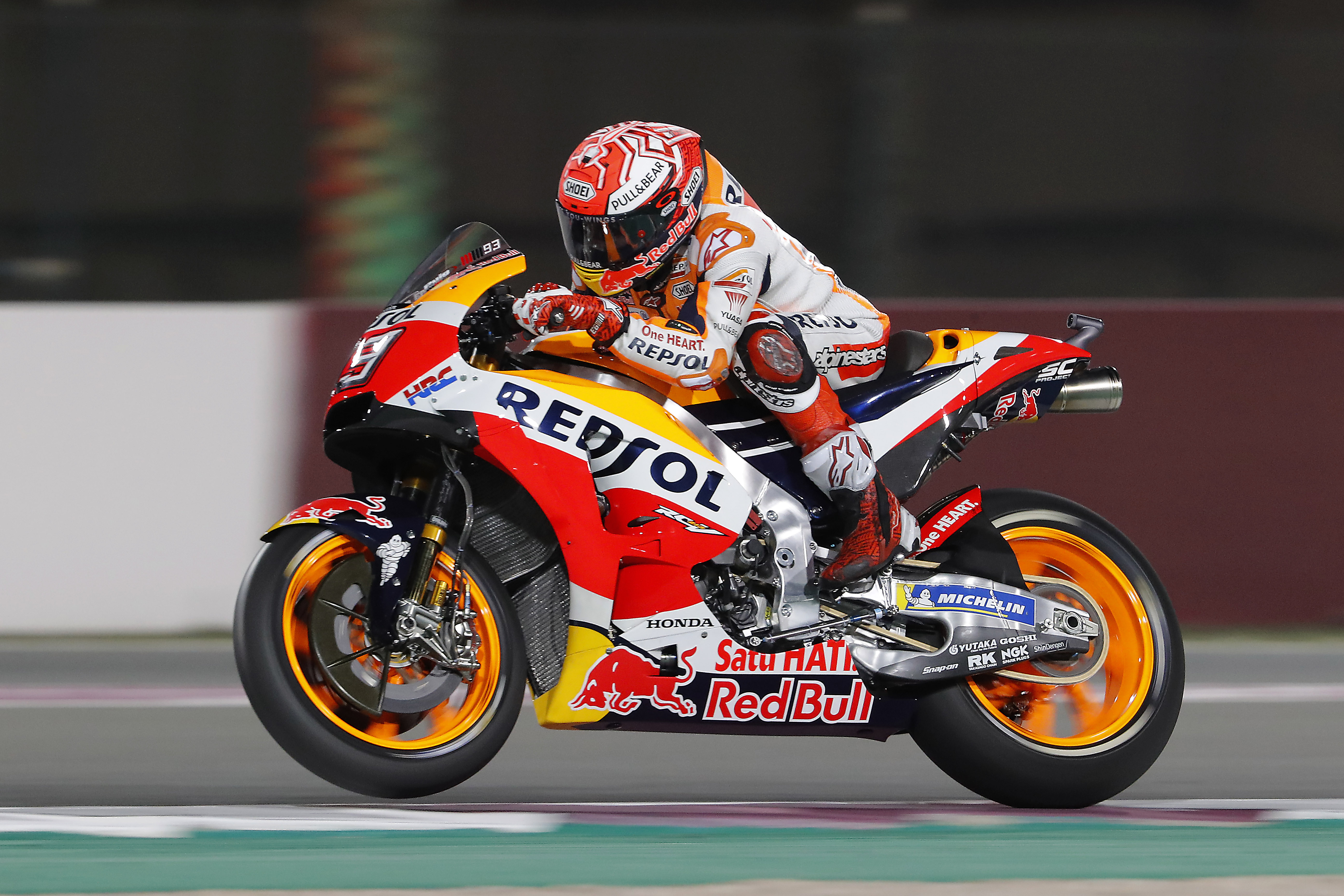
本田RC213V

本田技研才創立不久就投入摩托車賽事，1950年代奪得曼島TT賽事冠軍，1960年代投入Moto GP，並且在1961年就拿下首個125級別的單站冠軍，也拿下當年125級別的年度總冠軍，成為日本第一家在Moto GP獲得分站勝利和總冠軍的摩托車廠。更不可思議的是當年250級別的賽事也同樣是由本田拿下總冠軍，此後本田分別在這兩個級距的賽事贏得十多個年度冠軍。Moto GP自1949年至今有57年歷史，只有125，250和500（後改制為四行程990c.c.Moto GP，2007年已經改制為800cc）這三個級別是一直在舉辦的。本田自1960年代早早就稱霸125和250級別，時至今日本田與山葉也是唯一兩家仍在固定參加這兩個級別賽事的日本車廠，其餘諸如川崎，鈴木都已退出（不計外卡參賽）。
本田在1960年代125,250級別的奪冠使得全球都將目光放到了這個當時的日本小廠身上，本田也不滿足現狀，在66年正式加入當時最頂級的500c.c.賽事，和世界名廠一較高下。不過本田在頂級級別卻一點也不如其在125和250的風光，本田先是遭遇八屆世界冠軍Giacomo Agostini和Phili Read帶領的MV Agusta的十七連霸王朝（1958-1974）在1970年代中歐洲車廠中衰之時，卻也輪不到本田，當時Giacomo Agostini轉投山葉，幫助山葉贏得1975年的500年度總冠軍，山葉也是日本第一個奪得500世界冠軍的車廠，本田第一個500冠軍是在1983年由美國車王Freddie Spencer騎乘NS500拿下，而Spencer更在1985年同時奪得250和500的世界冠軍。後來本田又在Eddie Lawson，Wayne Gardner的幫助之下拿下87，89的冠軍。不過真正風光的是1990年代後期的NSR500時代，由澳洲車王Mick Doohan創造五連冠佳績（1994-1998）而99年又由Alex Criville拿下總冠軍。近期500c.c.二行程引擎的最後一年2001年的年度冠軍是則是由今日有小飛俠之稱的Rossi拿下。Rossi在02，03騎乘新型990c.c.四行程引擎的本田RC211V再度奪冠，不過Rossi在04年以及05年賽季，轉投山葉並助其奪冠。雖然本田在近年受到轉投山葉的Rossi不小的壓力。但今年在一批年輕小將的帶領之下頗有中興之勢。本田共計拿下13次頂級級別世界冠軍僅次於MV Agusta的18次。而在2006年本田終於在美國車手海頓拿下了年度積分總冠軍。

### 汽車

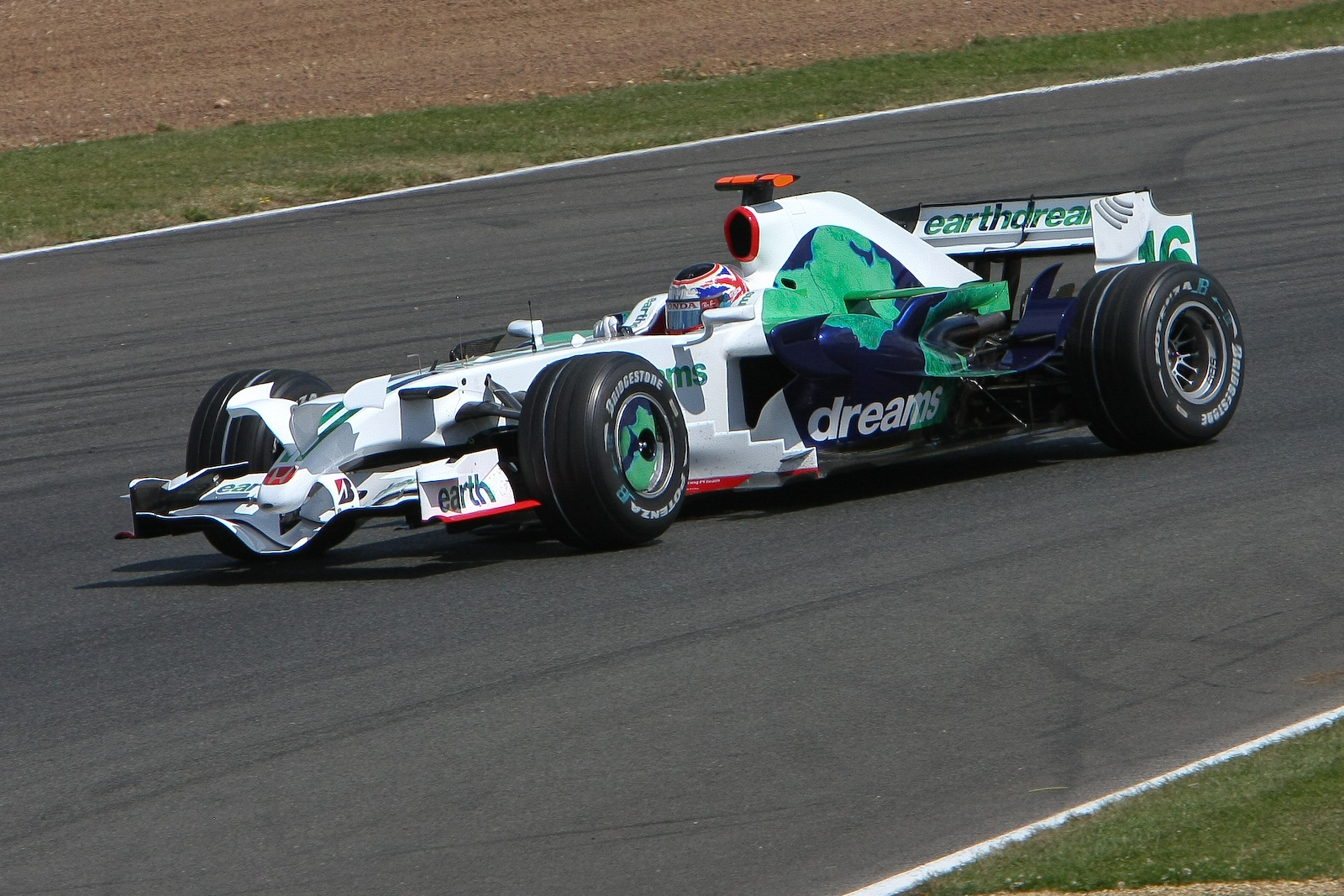
本田RA108

本田在汽車賽事方面成就最高就屬方程式賽車，特別是被視為汽車賽事最高殿堂的世界一級方程式賽車，本田早在1964年就以廠隊身份參賽，在65年和67年雖有拿下單站冠軍，但並沒有拿下年度車手或車隊冠軍。本田技研在1962年才投入汽車製造，在64年就參加F1賽事的確相當不可思議。本田是日本車廠第一個參加F1、也是第一個拿到分站冠軍和年度車手、車隊冠軍的車廠。不過本田拿到世界冠軍是第二次參加F1之時。
1968年本田正式退出F1賽事，直到1983年才重新參加F1。不過這一次本田是以引擎供應商身份參賽，同時也是代表日本車廠在F1史上最輝煌的一刻。1986年－1991年，六年之間本田贊助的車隊拿下了六屆年度車隊冠軍（86，87威廉姆斯88,89,90,91邁凱倫）和五屆車手冠軍（87 N.PIQUET,89 A.PROST,88、90、91 A.SENNA）。隨著本田宗一郎在1991年過世，本田以連續獲得冠軍後「沒有值得追求的目標」為由退出F1。本田宗一郎長子—本田博俊的公司「無限」（為一專門設計、改裝本田量產車的改裝廠）則於91年接下本田F1引擎技術，開始成為引擎供應商，並在92年之後改以「無限—本田」（Mugen-HONDA）之名供應引擎。「無限—本田」曾拿下過四場分站冠軍，並於98年幫助Jordan車隊拿下年度車隊和車手第三名。直到本田於2000年重回F1的隔年，無限才退出F1。本田在2006年買下自2000年重回F1時即開始贊助的英美車隊（BAR Racing），成立本田車隊（Honda Racing F1 Team）成為完全廠隊。但由於金融危機的影響，本田於2008年宣佈退出2009賽季，此為本田第三次退出F1賽事。
2015年賽季，本田正式回歸F1賽事，成為引擎供應商，合作伙伴是曾經為冼拿拿下了三屆冠軍的邁凱倫車隊，经历了成绩惨淡的三个赛季后，两者於2017年結束合作關係；2018年賽季，本田為小紅牛車隊提供賽車引擎；2019年正式成為紅牛車隊引擎供應商。但在2020年宣布将于2021年赛季结束后再次退出赛事，其F1引擎技术将转让给红牛车队，合作關係直到2025年結束，其動力單元於2021、2022連續2季獲得F1年度車隊冠軍。
2023年5月24日，本田在日本東京舉行記者會，宣布在2026年賽季回歸F1賽事，和阿斯顿·马丁车队開始合作，成為他們的引擎供應商。

### 賽場科技應用
本田常常將其最新發展的賽車科技應用在市售車之上，如可程式化電子點火系統PGM-Fi和VTEC可變汽門正時與揚程控制系統及雙A臂懸吊。本田在汽車上有兩項產品是完全移植賽車工法及科技，等同道路版賽車一般。分別是NR和NSX。

### Type R

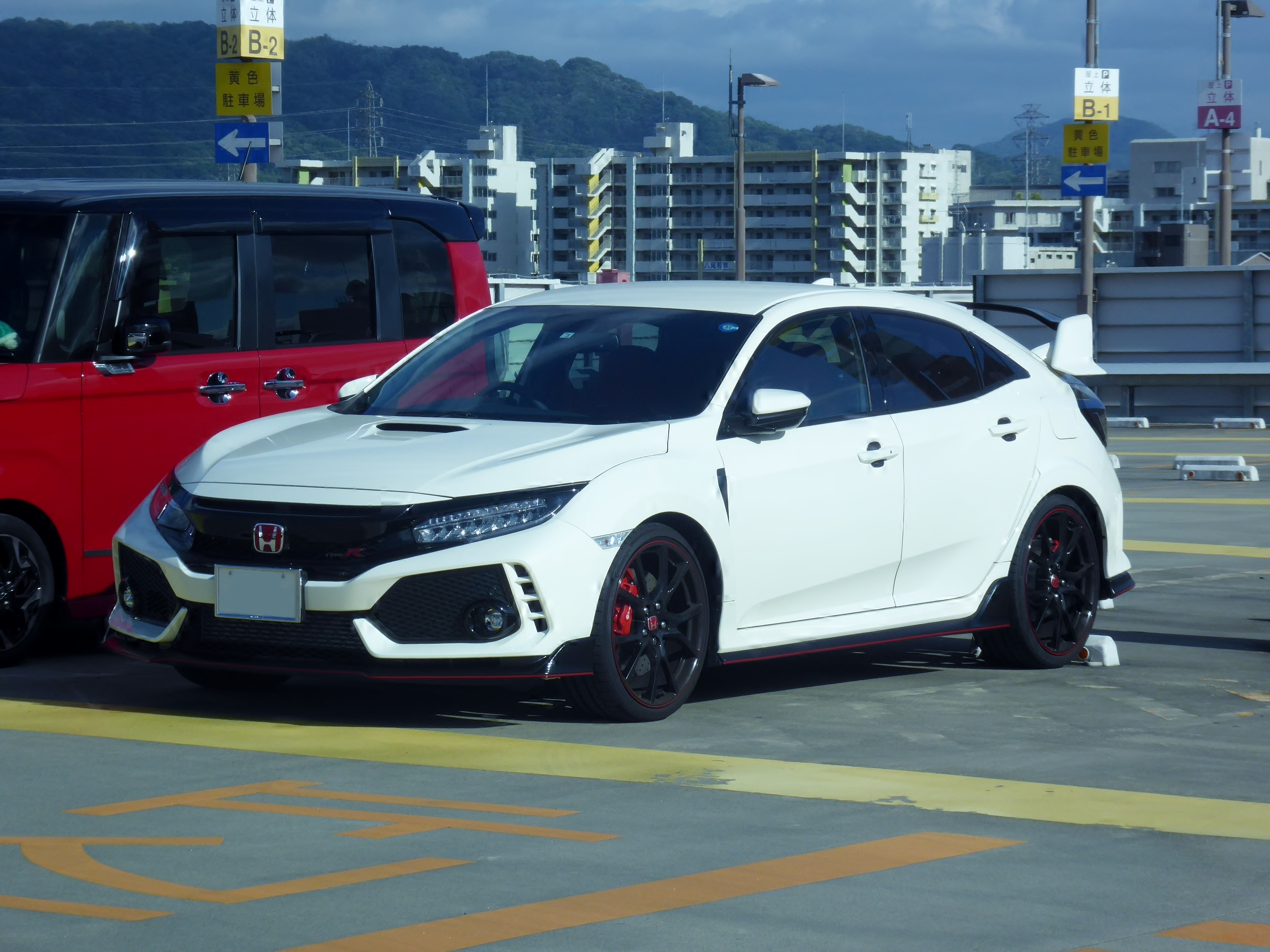
本田Civic Type-R（基于同期第十代思域开发，代号FK8）

Type R是本田旗下的高性能车型系列。Type R原意為「Type Racing」，在本田原有车型的基础上对发动机、傳動系統、空氣動力套件與其他方面作出调整后獨立而成，思域、NSX、雅阁、Integra都有提供Type-R车型。

## 產品

### 車系
- 本田City
- 本田喜美/本田型格
- 本田Fit
- 本田Accord
- 本田Odyssey
- 本田Stepwgn
- 本田冠道
- 本田CR-V
- 本田HR-V
- 本田Pilot（英语：Honda Pilot）
- 本田Ridgeline

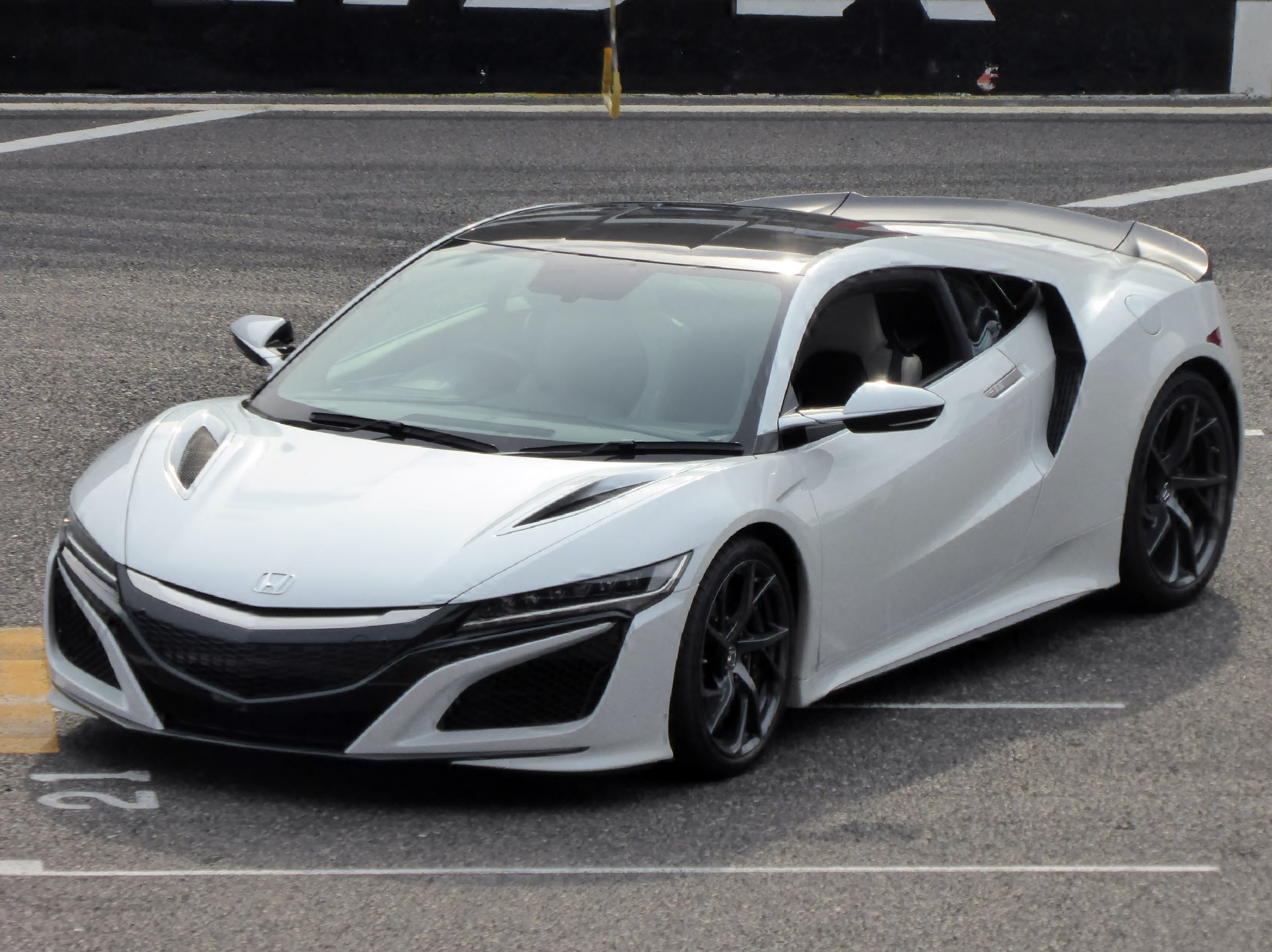
本田NSX二代 3.5TT JNC1 TMU 9DCT
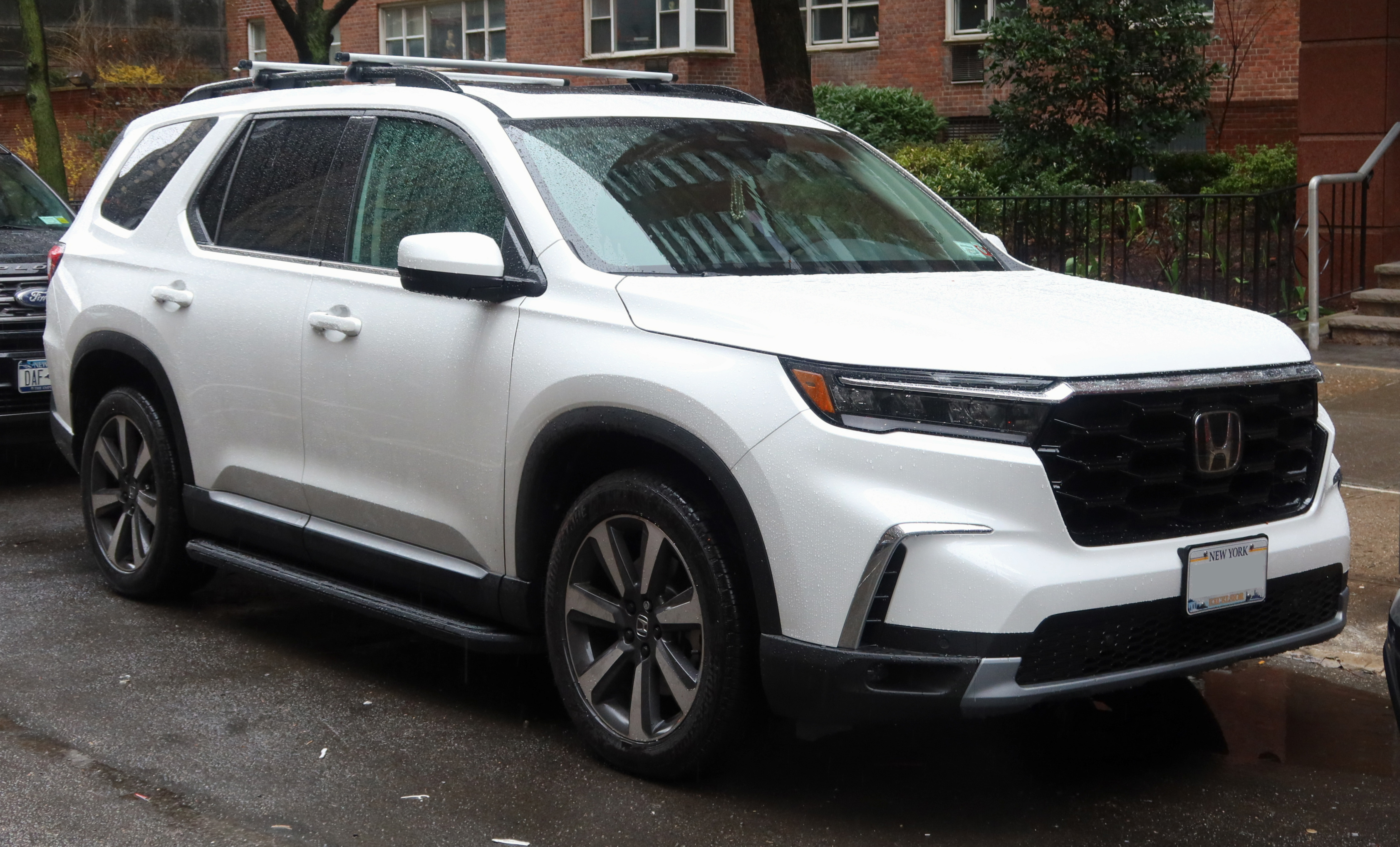
本田飛行員（英语：Honda Pilot） 2023版 3.5L J35Y8 10AT
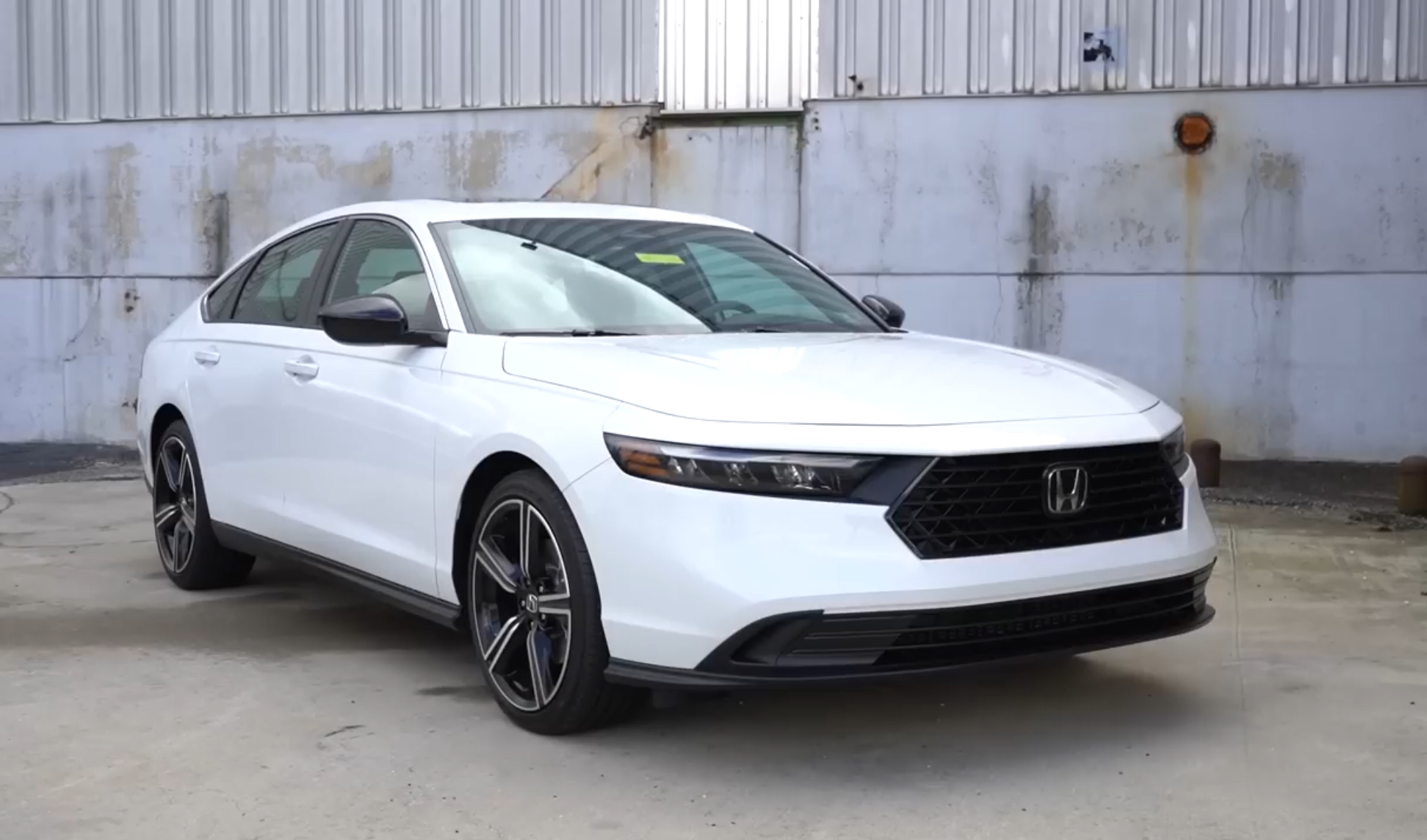
本田Accord 2023版
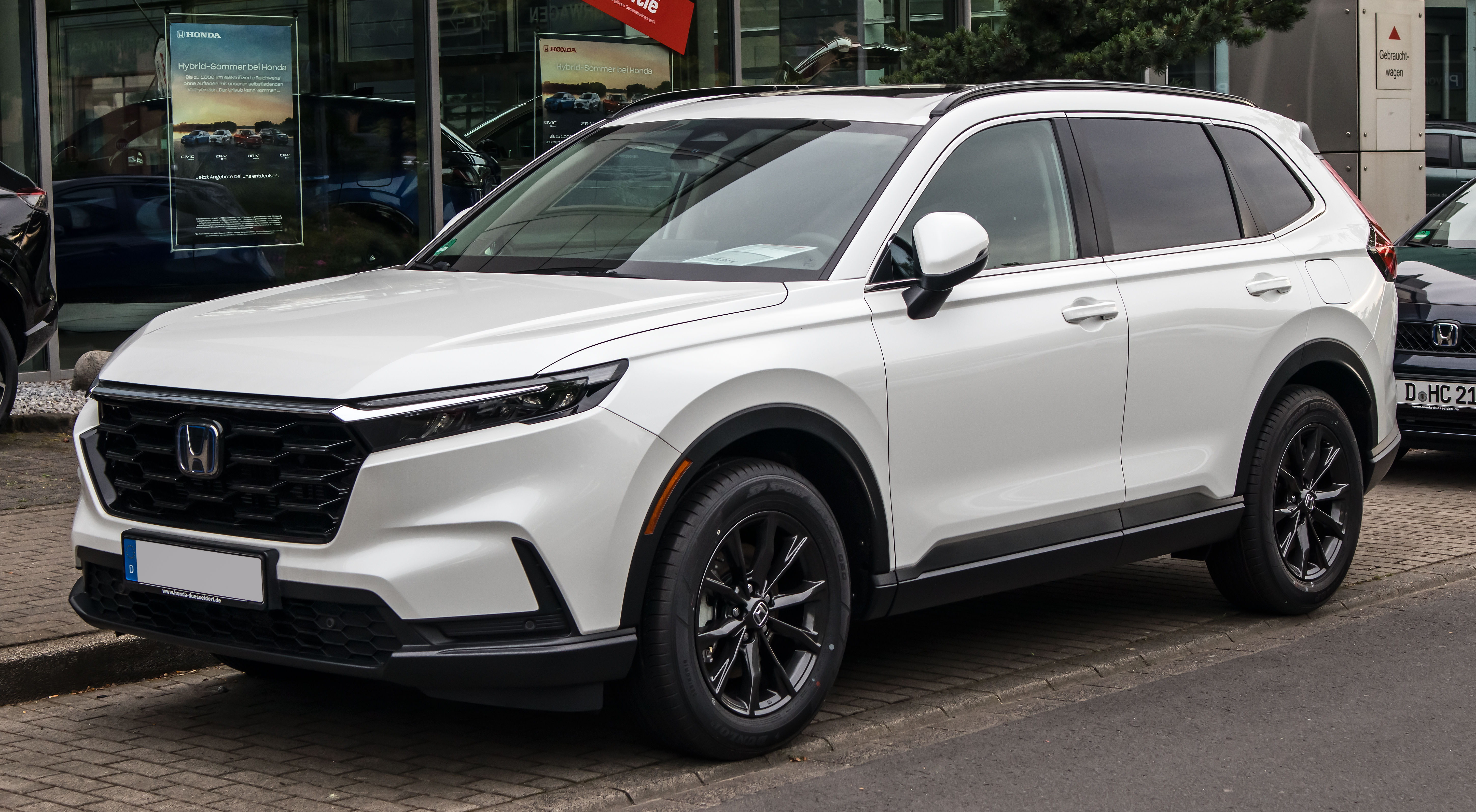
本田CR-V 2023版 LFB e-HEV
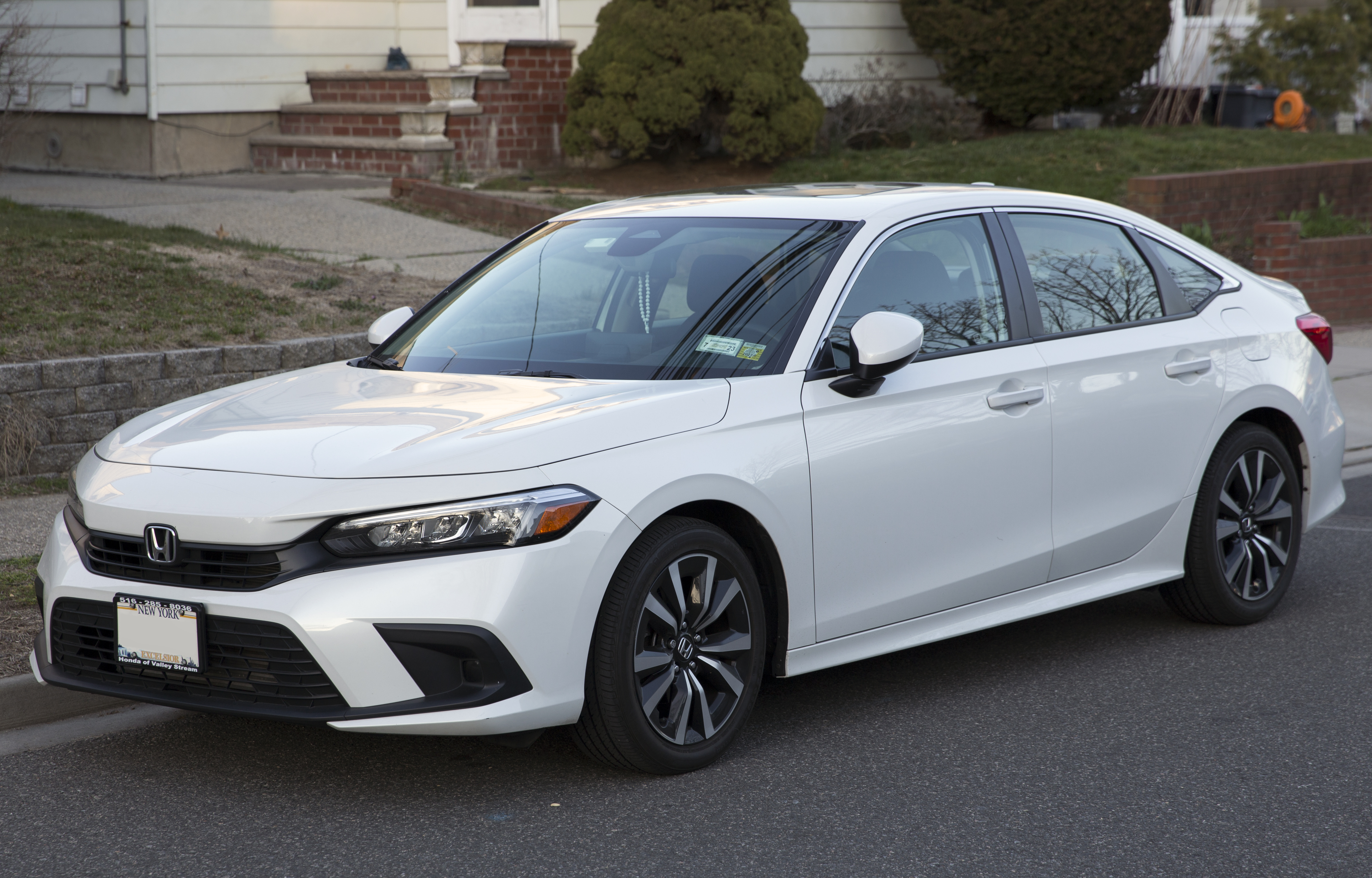
本田思域 2022版 1.5T L15B CVT

### 本田各式引擎
- 3-stage VTEC（英语：3-stage VTEC）
- 本田A型汽車引擎（英语：Honda A engine）
- 本田B型汽車引擎（英语：Honda B engine）
- 本田B20A汽車引擎（英语：Honda B20A engine）
- 本田C型汽車引擎（英语：Honda C engine）
- 本田Circle L型汽車引擎（英语：Circle L engine）
- 本田D型汽車引擎（英语：Honda D engine）
- 本田E型汽車引擎（英语：Honda E engine）
- 本田E07A汽車引擎（英语：Honda E07A engine）
- 本田F型汽車引擎
- 本田F20C汽車引擎（英语：Honda F20C engine）
- 本田G型汽車引擎（英语：Honda G engine）
- GE Honda HF120飛機引擎（英语：GE Honda HF120）
- 本田H型汽車引擎（英语：Honda H Engine）
- 本田J型汽車汽車引擎（英语：Honda J Engine）
- 本田K型汽車引擎（英语：Honda K Engine）
- 本田L型汽車引擎（英语：Honda L Engine）
- 本田N型汽車引擎（英语：Honda N engine）
- 本田P型汽車引擎（英语：Honda P engine）
- 本田R型汽車引擎（英语：Honda R engine）
- 本田VF500機車引擎（英语：Honda VF500）
- 本田VT500機車引擎（英语：Honda VT500）

## 集團成員
- 本田賽車公司（英语：Honda Racing Corporation）
- 索尼本田行動公司（英语：Sony Honda Mobility）
- 日立Astemo（日语：日立Astemo）

### 美國
- 美國本田汽車公司（英语：American Honda Motor Company）
  - Acura
  - 本田賽車公司美國（英语：Honda Racing Corporation USA）
- 本田航空器公司（英语：Honda Aircraft Company）
- 通用電氣本田航空發動機（英语：GE Honda Aero Engines）

### 加拿大
- 本田加拿大公司（英语：Honda Canada Inc.）

### 墨西哥
- EL Salto Plant
- Celaya GTO Plant
- Celaya Transmission Plant

### 中國大陸
- 本田技研工业（中国）投资有限公司负责中国大陸区域统筹运营。
- 廣州本田汽車有限公司，簡稱廣汽本田（前簡稱廣州本田）。成立於1998年。由廣州汽車集團和本田技研工業股份有限公司共同出資組建。
- 東風本田汽車有限公司，簡稱東風本田。成立於2003年7月16日，其前身為「武漢萬通汽車有限公司」。由東風汽車公司和本田技研工業股份有限公司共同出資組建。
- 五羊-本田摩托車（廣州）有限公司，是由廣州汽車集團、本田技研工業和本田技研工業（中國）投資有限公司共同投資的合資企業，成立於1992年。
- 新大洲本田摩托有限公司，本田在中国的合资摩托生产商之一，总公司位于上海。由新大洲控股和本田技研工業股份有限公司共同出資組建。

### 台灣
2000年，日本本田與台灣三陽工業經過「三社合同會」協議無效後，日本本田決定在台灣重起爐灶，並於同年向中華民國經濟部工業局表明在台設廠意願。同年出脫手上所有台灣光陽（KYMCO）持股，並於2002年2月28日成立「台灣本田股份有限公司」（HONDA Taiwan），是本田技研工業株式會社海外100%持有的子公司。2001年，併購原屬大慶汽車工業股份有限公司位於屏東市的廠房，並於同年12月開始車輛的生產，並增資至25億台幣。2007年3月1日，其生產部門與之分離並成立台灣本田汽車股份有限公司。

### 越南
- Honda Vietnam Co.,Ltd

### 泰國
- Honda Automobile(Tailand)Co.,Ltd.

### 印尼
- Honda Prospect Motor（英语：Honda Prospect Motor）
- Astra Honda Motor（英语：Astra Honda Motor）（印尼最大的摩托車製造商）

### 孟加拉
- Bangladesh Honda Private Limited

### 印度
- 印度本田汽車（英语：Honda Cars India）
- Honda Motorcycle and Scooter India（英语：Honda Motorcycle and Scooter India）（印度最大的摩托車製造商）

### 巴基斯坦
- Honda Atlas Cars

### 巴西
- Honda Automoveis do Brasil Ltda

### 阿根廷
- Honda Motor de Argentina S.A.

## 召回事件
2014年12月，本田汽车公司宣布该公司将加大数量在全球范围内召回装有日本高田公司生产的安全气囊的汽车，这一行动可能涉及全球1300万辆本田汽车。本田本次召回的车型包括在2001年至2011年期间生产的十款车型。其中，本田将在日本本土召回约13.5万辆汽车。与此同时，本田还将在美国召回540万辆汽车，包括2001年至2007年生产的雅阁汽车、2001年至2005年生产的思域汽车等。
2020年1月，本田汽车公司表示将在北美召回270万辆老款汽车，因这些车辆安全的高田气囊可能存在安全隐患。这一缺陷涉及到一种不同类型的高田气囊充气机，与此前导致全球数千万辆汽车被召回的气囊充气机不同。此次召回影响到1996至2003年款的本田与讴歌（Acura）品牌的汽车，包括美国240万辆，加拿大30万辆。本田表示，尚未确定其他国家的召回数量。本田表示，召回范围包括使用非叠氮化物推进剂的驾驶座前气囊充气机，并表示“所有检查和修理将在大约一年后开始，因为替代供应商的更换部件尚未到位”。

## 外部連結
- （日語）本田技研工業株式会社 （页面存档备份，存于）
  - Honda本田技研工業(株)的Facebook專頁
  - Honda本田技研工業(株)的X（前Twitter）
  - YouTube上的本田技研工業株式会社 (Honda)頻道
- （英文）本田全球網站 （页面存档备份，存于）
- （简体中文） 本田中國網站 （页面存档备份，存于）
  - 本田中国的新浪微博
- （繁體中文）本田香港網站 （页面存档备份，存于）
  - Honda Hong Kong的Facebook專頁
  - YouTube上的Honda頻道
- （繁體中文）本田台灣網站 （页面存档备份，存于）
  - Honda Motorcycle Taiwan的Facebook專頁
  - Honda Taiwan粉絲團的Facebook專頁
- Honda Press Library （页面存档备份，存于）（Japanese, but with graphical timelines of car and bike models）
- 中的“Honda Automobiles”
- 中的“Honda Motorcycles”